# Шазо, Марсиаль-Альфонс
Марсиаль Альфонс Шазо (20 июля 1827, Париж — 12 сентября 1880, Мулен (Алье)) — французский историк и архивариус.
В 1852 году окончил Национальную школу хартий и вскоре после этого был назначен главным архивариусом Алье. Там Шазо прожил до конца жизни и всё своё свободное время посвятил изучению истории ранних Бурбонов. Был президентом общества изучения Бурбонов, с 1863 года состоял членом-корреспондентом Французского национального общества антикваров.
Главные работы: «Fragments du cartulaire de la Chapelle-Aude» (Мулен, 1860, 8 выпусков); «Etude sur la chronologie des sires de Bourbon» (Мулен, 1865, 8 выпусков); «La Chronique du bon duc Loys de Bourbon» (Париж, 1876, 8 выпусков); «Les Enseignements d’Anne de France, duchesse de Bourbonnais et d’Auvergne à sa fille Suzanne de Bourbon» (Мулен, 1878, 8 выпусков). Кроме того, им был написан целый ряд статей для библиотечной серии Национальной школы хартий, для Бюллетеня научного общества Алье и для Французского исторического общества.